# Herbert Steininger
Herbert Steininger (* 24. Juni 1933 in Wien; † 6. März 2005) war ein österreichischer Jurist, Präsident des Obersten Gerichtshofs (OGH), Vorsitzender des Bundesvergabeamtes, Honorarprofessor für Strafrecht und Strafprozessrecht an der Rechtswissenschaftlichen Fakultät der Universität Wien.

## Leben
Nach dem Studium der Rechtswissenschaft an der Universität Wien legte Herbert Steininger 1959 die Richterprüfung ab. Ab 1963 war er als Staatsanwalt, ab 1973 für den Obersten Gerichtshof tätig. 1991 wurde er zum Senatspräsidenten des Obersten Gerichtshofes ernannt, 1994–98 war er Präsident des OGH. 1982 bis 2005 war er Honorarprofessor für Strafrecht und Strafprozessrecht an der Universität Wien.
Viele seiner wissenschaftlichen Publikationen zählen zu den Standardwerken der österreichischen Strafrechtsliteratur.
Herbert Steininger war stets um die Zusammenarbeit von Lehre und Praxis bemüht. Seine Gabe, schwierige Probleme mit einfachen Worten darzustellen, wurde nicht nur von Kollegen in Praxis und Lehre, sondern vor allem von seinen Hörern an der Universität sehr geschätzt. Herbert Steininger war bis Juli 2004 als Dozent und Prüfer an der Universität Wien tätig.
Er wurde am Baumgartner Friedhof bestattet.

## Werke
- Leukauf/Steininger: Kommentar zum österreichischen StGB. 3. Aufl. 1992

## Auszeichnungen
- 1998: Großes Goldenes Ehrenzeichen am Bande für Verdienste um die Republik Österreich.[2]